# Bursera diversifolia
Bursera diversifolia là một loài thực vật có hoa trong họ Burseraceae. Loài này được Rose mô tả khoa học đầu tiên năm 1897.